# ليف بصري

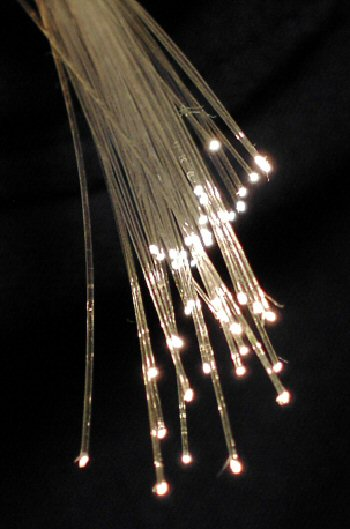
حزمة من الألياف الضوئية

الألياف الضوئية أو الألياف البصرية (بالإنجليزية: Fiber optic)‏ ألياف تصنع من زجاج خاصّ نقيّ للغاية، تكون طويلة ورفيعة ولا يتعدى سمكها سمك الشعرة. يجمع العديد من هذه الألياف في حزم داخل الكيبلات الضوئية، وتُستخدم في نقل الإشارات الضوئية لمسافات بعيدة جداً، يقوم مبدأها على ظاهرة الانعكاس الكلي، تتعدد استعمالات الألياف الضوئية إلاّ أن الربط بالانترنت أحدثها وأكثرها شيوعا.

## التاريخ

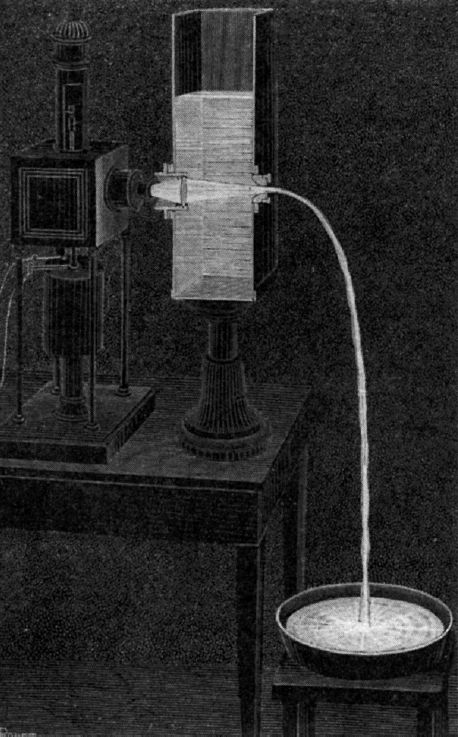
صورة من مجلة LaNature توضح ما قام داينيال كولادون بشرحه عن "أنبوب الضوء" أو "نافورة الضوء", حيث أنه هنا تم استغلال الانعكاس الداخلي لتوجيه الماء عبر الصنبور, بذلك يتم توجيه الموجات الضوئية

تقوم الألياف الضوئية على مبدأ توجيه الضوء باستخدام الانكسار، وقام عالما الفيزياء دانيال كولادون (Daniel Colladon) وجاكيه بابنيه بشرحه في باريس في أوائل الأربعينيات من القرن التاسع عشر، من المعروف علميا بدون أنه خلال مرور الضوء من الهواء إلى الماء فإن الشعاع الساقط سينكسر مقتربًا من العمود المقام على سطح الماء، ثم قام جون تندل بتضمين شرح لهذا المبدأ خلال محاضراته العامة في لندن بعد 12 سنة. وقد كتب جون عن خاصية الانعكاس الكلي الداخلي في كتاب تقديمي عن طبيعة الضوء عام 1870:
أنه خلال مرور الضوء من الهواء إلى الماء فإن الشعاع الساقط سينكسر مقتربًا من العمود المقام على سطح الماء، أما إن انتقل الشعاع الضوئي من الماء إلى الهواء فإنه سينكسر مبتعدًا عن العمود، وفي حالة كانت الزاوية ما بين الشعاع الساقط والعمود المقام أقل من 48 درجة فإن الضوء لن يدخل الهواء إطلاقًا حيث سنعكس بشكل كامل داخل الماء (لن يكون هناك انكسار), وهذه الزاوية تدعى الزاوية المقيِّدة (limiting angle) للوسط، وتكون هذه الزاوية 48 درجة في الماء، و 38 درجة في زجاج الصوَّان، و 23 درجة في الألماس.
علميا قد تبين ان الشعر البشري الغير مصبوغ يعمل كالياف ضوئية وظهره تطبقات مثل الاضاءه الداخليه اثناء طب الاسنان في اواخر قرن ال 20 وقد تم عرض انتقال الصور من خلال انابيب بشكل مستقل وخاصه تم استخدام هذا المبدا للأمور الطبيه الداخليه    اثبتت امتحانات هامريش ان الالياف ضوئيه الحديثه المغلفه بل الالياف الزوجيه ذات الكسوة الشفافة ل تقديم ماشر انعكاس أكثر ملائمه حيث ظهره في وقت لاحق ثم ركزه هذه تنميه على حزم الياف ل نقل الصور وفي كليه امبريال ف لندن (هارود وكوباني) حقق انخفاظ فقدان الضوء من خلال حزمه 75 سم طويله التي ضمت عدت الالاف من الالياف تم نشر مقاله عام 1954 بعنوان فيرسكوب مرن الماسح الضوئي بجامعه لندن حصله باسل هيرشويتز أول براءه اختراع منظار الالياف ضوئيه شبه المرنه في جامعه مشتيقن عام 56 في عمليه تتطوير منظار معده أنتجت كرست أول زوجاج مكسوه الالياف حيث كانت الالياف ضوئيه سابقه تعتمد ع الهواء أو الزيوت والشمع مثل ماده الكسوة وهي غير عمليه.
في عام 1880 اخترعه السكندر جراهام بيل وسومنر تاينتر فوتوفون في مختبر فولتا في واشنطن اخترعه شكل من اشكال الاشارات صوتيه عبر شعاع ضوئي وهو شكل متقدم من اشكال الاتصالاات سلكي ولاسلكي ولكنه يخضع للت تدخلات الجويه ولكنه غير عملي حتى نقل الامان الضوء التي تقدمه الانظمه الضوئيه الضوئيه وبعدها اقترحه العالم الياباني جون اتشي في جامعه توكوهو استخدام الياف ضوئيه لل اتصالات في عام 1963 بينما العالم نيشيزاوا اخترعه تقنيات أخرى ساهامت في تتطوير اتصالات بالياف ضوئيه مثل ك قناه ل نقل الضوء من اشباه الموصلات مثل اشعه اليزر حيث ظهره هاذ النظام من قبل الفيزيائي ألماني مانفريد بورنار في مختبرات تيايفهنكين للبحوث عام 66 للعلم استخدمت وكاله ناسه لل فضاء الامريكيه في ولايه فلوريدا الالياف الضوئيه في كاميرات التلفزيون التي تم ارسالها لل قمر حيث تمه تصنيف هذا الاستخدام في كاميرات السرية كع علم ان الموظفين الذين كانوا يتعاملون مع هذا الكاميرات يشرف عليهم اشخاص بسريه تامه ومنعيهم من ايه معلومات بخوص هذا الموضوع الخطير مع الحصول ع تصريح امني مناسب اما العالم الفيزيائي كاباني كانه يعمل في مصنع الذخائر في ال خمسينيات حيث عمل اختبار باستخدام منشورات من زاويه اليمنى لي ثني الضوء حيث اثبته بنجاح ان الضوء يمكن ان ينقل من خلال الالياف الزوجاجيه حيث اكمله الدكتوره في هذا المجال في كليه امبريال للعلوم في لندن.
في عام 1954 وطورت تطبيقات الالياف ضوئي هلل تنظير خلال الخمسينيات حيث اطلقه عليها مصطلح الالياف الضوئيه يشار إلى ان الشركة بريطانيه القياسيه لل هواتف والكوابل (ستيك) عززت فكره ان التوهين في الياف الضوئيه يمكن ان يقل عن 20 دسبل ل كل كيلو متر مربع مما يجعل الالياف وسيله اتصال العملي واقترحت ان التوهين في الالياف المتاحه في ذلك الوقت كان بسبب الشوائب التي يمكن ازلتها بدلا من اثار الجسديه الاساسيه مثل الانتثار حيث نظمت بشكل صحيح ومنهجي خصائص فقدان الضوء لل الياف الضوئيه وان المواد مناسبه مثل الزجاج سليكه مع نسبه نقاء عاليه حيث اكتسبه هذا الاكتشاف ك أول جاهزه نوبل فل الفيزياء عام 2009 واخيرا تمه تحقيق حد توهين 20 دسبل ل أول مره عام 1970 من قبل فرانك وروبرت الباحثين في صناعه الزوجاج المريكي حيث اظهرت هذه الياف توهين بمقدار 17 دسبل كم من خلال تعقيم زوجاج السيلكا مع تيتانيوم وبعض عددت سنوات انتجوا الياف مع توهين بمقدار 4 دسبل كم فقط بستخدام ثاني اكسيد الجرمانيوم تم استخدام الالياف الضوئيه الحديثه قويه الزوجاج ل كل من نواه والغلاف.
وتم اختراع هذا من قبل جيرهارد برنزي في ألمانيا عام 1973 جاء المهندس كميائي توماس منساه حيث انضم إلى كورنيج عام 1983 في زياده سرعه التصنيع أكثر من 50 متر في ثانيه الذي يجعل الياف ضوئيه ارخص من النحاس
عمله المركزالايطالي لل الياف ضوئيه ابحاث مع كورينج ل تتطوير كوابل الياف ضوئيه العملية وتم نشر أول كيبل في العاصمة تورينو عام 1977 ولكن التهوين الكابلات ضوئيه الحديثه اقل بكثير من كابلات نحاسيه كهربائيه
مما يؤدي الااتصالات طويله المدى الياف بمسافه تتراوح من70الى 150 كيلو متر اما المجال الناشئ من بلورات ضوئيه تطور عام 1991 من الياف ضوئيه كريستال الذي يوجه الضوء انعراج الهيكل وليس من خلال الانعكاس الداخلي الكلي وعندما أصبحت الالياف ضوئيه الأولى متاحا عام 2000 والياف الضوئيه الكريستال يمكن تحمل طاقة اعلى من الالياف تقليديه الذي يمكن العبث بالخصائص التي تعتمد ع طول موجي ل تحسين الاداء.

## الاستخدامات

### في الاتصالات
يمكن ان تستخدم الألياف الضوئية كوسيلة للاتصالات السلكية ولربط شبكات الحاسوب لانها مرنة ويمكن ان تُجمع كاسلاك. وهي مفيدة بشكل خاص للاتصالات بعيدة المدى، لان الضوء ينتشر من خلال الياف رقيقة بدلا من الاسلاك الكهربائية. مما يسمح للاتصالات بعيدة المدى ان يتم اجراؤها تم تشكيل إشارات ضوئية لكل قناة تنتشر في الألياف بمعدلات تصل إلى 111 جيجابت في الثانية، على الرغم من أن 10 أو 40 جيجابت في الثانية هو اعتيادي في الأنظمة المنتشرة. . أظهر الباحثون في حزيران 2013 انتقال 400 جيجابت في الثانية عبر قناة واحدة باستخدام تعدد الزخم الزاوي المداري.
يمكن لكل ليف أن يحمل العديد من القنوات المستقلة، وكلٍ باسخدام طول موجي ضوئي مختلف (مضاعفة تقسيم الطول الموجي). معدل نقل البيانات (معدل نقل البيانات دون البايتات العامة) لكل ليف هو معدل البيانات لكل كل قناة الذي يتم تقليله بواسطة تقنية تصليح الأخطاء (FEC)، مضروبا في عدد القنوات (عادة ما يصل إلى ثمانين في أنظمة الكثافة التجارية (WDM) اعتبارا من عام 2008). اعتبارا من عام 2011 سُجل الرقم القياسي للنطاق الترددي على أحادي النواة وهو 101 تيرابيت في الثانية (370 قناة وتحتوي كل قناة على 273 جيجابيت في الثانية).
سجلت للألياف متعددة النوى اعتبارا من يناير 2013، رقما قياسيا وهو 1.05 بيتابيتس في الثانية الواحدة. في عام 2009، كسرت مختبرات بيل حاجز ال100 (بيتاب في الثانية) × كيلو متر (15.5 تيرابايت في الثانية على ليف واحد بطول 7000 كم 
اما بالنسبة للاتصالات قصيرة المدى، مثل شبكة في مبنى مكاتب (انظر FFTO)، يمكن لوصل الألياف الضوئية توفير مساحة في الانبوب. وذلك لأن الليف الواحد يمكن أن يحمل بيانات أكثر بكثير من الكابلات الكهربائية مثل الكابلات فئة 5 إيثرنت القياسية (standard category 5 Ethernet cabling)، والتي عادة ما تعمل بسرعة 100 ميجابيت في الثانية أو 1 جيجابيت في الثانية. كما أن الألياف منيعة من التشويش الإلكتروني. ليس هناك قطع للحديث بين الإشارات في الاسلاك المختلفة، ولا التقاط للضوضاء الخارجية. كابلات الألياف غير المدعمة غير موصلة للكهرباء، مما يجعل الألياف حل جيد لحماية معدات الاتصالات في البيئات عالية الجهد الكهربائي (البيئات عالية الفلولتية)، مثل مرافق توليد الطاقة، أو هياكل الاتصالات المعدنية التي هي عرضة لضربات البرق. ويمكن أيضا أن يتم استخدامهم في البيئات التي توجد فيها غازات متفجرة، دون خطر الاشتعال. التنصت (في هذه الحالة، ألياف التنصت) هو أكثر صعوبة بالمقارنة مع الموصلات الكهربائية، وهناك ألياف ثنائية النواة التي يقال أنها واقية للتنصت.
.
وغالبا ما تستخدم الألياف للاتصالات قصيرة المدى بين الأجهزة. فعلى سبيل المثال، توفر معظم أجهزة التلفزيون عالية الجودة اتصال ضوئي صوتي رقمي. وهذا يسمح تدفق الصوت عبر الضوء، وذلك باستخدام بروتوكول TOSLINK.

#### ميزتها على أسلاك النحاس
مزايا الاتصالات عن طريق الألياف الضوئية فيما يتعلق بأنظمة الأسلاك النحاسية:
عرض النطاق الترددي الواسع
يمكن لليف الضوئي الواحد أن يحمل أكثر من 3,000,000 المكالمات الصوتية المزدوجة أو 90,000 قناة تلفزيونية.
الحصانة للتداخل الكهرومغناطيسي
لا يتأثر الضوء الَّذي يُنْقَل من خلال الألياف الضوئية بأية إشعاع كهرومغناطيسي قريب اخر. الألياف الضوئية غير موصلة كهربائيا، لذلك لا تعمل كهوائي لالتقاط الإشارات الكهرومغناطيسية. إن المعلومات التي تنتقل داخل الألياف الضوئية منيعة ضد التداخل الكهرومغناطيسي، حتى أن النبضات الكهرومغناطيسية تنتج عن طريق الأجهزة النووية.
خسارة القليل من الضوء للمسافات الطويلة
ويمكن أن تكون خسارة الضوء منخفضة بمقدار 0.2 ديسيبل لكل كيلوميتر في كابلات الألياف الضوئية، مما يسمح الإرسال عبر مسافات طويلة دون الحاجة إلى أجهزة تكرار الإشارة (الريبيترز).
العازل الكهربائي
الألياف الضوئية غير موصلة للكهرباء، وتمنع المشاكل مع مما يسمى بالحلقات الأرضية وتوصيل البرق. الألياف الضوئية يمكن أن تُعلق على أقطاب بجانب كوابل ذوات فولتية عالية.
التكلفة المادية والوقاية من السرقة
تستخدم أنظمة الكابلات التقليدية كميات كبيرة من النحاس. شهدت أسعار النحاس العالمية طفرة في بداية ال2000، والنحاس كان هدفا لسرقة المعادن.
أمن المعلومات المنقولة خلال الكابل
يمكن التنصت على النحاس بفرص كشف ضئيلة جدا.

### في المستشعرات
الألياف لها العديد من الاستخدامات في الاستشعار عن بعد. في بعض التطبيقات، أجهزة الاستشعار هي في حد ذاتها ألياف ضوئية. في حالات أخرى، يتم استخدام الألياف لتوصيل جهاز استشعار الغير ليف ضوئي إلى نظام القياس. اعتمادا على التطبيق، يمكن استخدام الألياف بسبب صغر حجمها، أو حقيقة أنها ليست بحاجة إلى الطاقة الكهربائية في المكان البعيد، أو لأن العديد من أجهزة الاستشعار يمكن أن تكون مضاعفة على طول الألياف باستخدام أطوال موجية مختلفة من الضوء لكل جهاز استشعار، أو عن طريق الاستشعار عن التأخير في الوقت عندما يمر الضوء مع الألياف من خلال كل جهاز استشعار. ويمكن تحديد وقت التأخير باستخدام جهاز مثل مقياس انعكاس المجال الضوئي (ريفلكتوميتير).
ويمكن استخدام الألياف الضوئية كمجسات لقياس الإجهاد ودرجة الحرارة والضغط والكميات الأخرى عن طريق تعديل الألياف بحيث تعدل خاصية القياس الكثافة والطور والاستقطاب والطول الموجي وزمن العبور للضوء في الألياف. أجهزة الاستشعار هي الاقل تعقيدا، كونها لا تحتاج سوى مصدر بسيط وكاشف. ومن السمات المفيدة بوجه خاص لمثل هذه المجسات الضوئية أنها تستطيع إذا لزم الأمر توفير الاستشعار الموزع على مسافات تصل إلى متر واحد. في المقابل، يمكن توفير قياسات محلية عالية من خلال دمج عناصر اجهزة الاستشعار المصغرة مع غيض من الألياف. هذه يمكن تنفيذها من قبل مختلف التقنيات الدقيقة ونانوفابريكاتيون، بحيث لا تتجاوز الحدود المجهرية من طرف الألياف، مما يسمح مثل هذه التطبيقات بإدراج الدموية في الأوعية الدموية عن طريق إبرة تحت الجلد.
تستخدم أجهزة استشعار الألياف الضوئية الخارجية كابل الألياف الضوئية، وهو عادة نمط متعدد الأوضاع، لنقل الضوء المتضمن من إما عن طريق جهاز استشعار ضوئي أو عن طريق جهاز استشعار إلكتروني متصل بمرسل ضوئي. وهناك فائدة كبيرة من أجهزة الاستشعار الخارجية هي قدرتها على الوصول إلى الأماكن التي لا يمكن الوصول إليها. ومن الأمثلة على ذلك قياس درجة الحرارة داخل محركات الطائرات النفاثة باستخدام الألياف لنقل الإشعاع إلى بايرومتر إشعاعي خارج المحرك. ويمكن استخدام أجهزة الاستشعار الخارجية بنفس الطريقة لقياس درجة الحرارة الداخلية للمحولات الكهربائية، حيث المجالات الكهرومغناطيسية المتطرفة تجعل تقنيات القياس الأخرى مستحيلة. أجهزة الاستشعار الخارجية قياس الاهتزاز، والتناوب، والتشريد، والسرعة، والتسارع، وعزم الدوران، والتواء. وقد تم تطوير نسخة الحالة الصلبة من جيروسكوب، وذلك باستخدام تداخل الضوء. جيروسكوب الألياف الضوئية (FOG) لا يحتوي على أجزاء متحركة، ويستغل تأثير Sagnac للكشف عن التناوب الميكانيكي.
وتشمل الاستخدامات الشائعة لأجهزة استشعار الألياف الضوئية أنظمة أمنية متقدمة للكشف عن حالات الاختراق. ينتقل الضوء على طول كابل استشعار الألياف الضوئية وضعت على سياج، خط أنابيب أو كابلات الاتصالات، ويتم رصد الإشارة العائدة وتحليلها للكشف عن الاضطرابات. وتتم معالجة هذه الإشارة رقميا للكشف عن الاضطرابات حيث تقوم بارسال إنذار إذا حدث اختراق.
وتستخدم الألياف الضوئية على نطاق واسع كمكونات من أجهزة الاستشعار الكيميائية الضوئية وأجهزة الاستشعار البيولوجية.

### نقل الطاقة
يمكن استخدام الألياف الضوئية لنقل الطاقة باستخدام خلية كهروضوئية لتحويل الضوء إلى كهرباء. في حين أن هذه الطريقة لنقل الطاقة ليست فعالة مثل الطرق التقليدية، لكنها مفيدة بشكل خاص في الحالات التي يكون فيها من المستحسن عدم وجود موصل معدني كما هو الحال في حالة استخدامه بالقرب من أجهزة التصوير بالرنين المغناطيسي، والتي تنتج مجالات مغناطيسية قوية. . ومن الأمثلة الأخرى تشغيل الإلكترونيات في عناصر الهوائيات عالية الطاقة وأجهزة القياس المستخدمة في معدات الإرسال ذات الجهد العالي.

### استخدامات أخرى
1. في المجال الطبي، إجراء العمليات الجراحية الدقيقة ويمكن رؤية أجزاء الجسم الداخلية مثل (تنظير المعدة)
2. في مجال الاتصالات. وهو المجال الأوسع الذي يضم عشرات من التطبيقات مثل تطبيقات الاتصالات والتلفزيونات وغيرها.
3. في مجال الهندسة الوراثية، حيث يمكن تفكيك الشفرة الوراثية ومنع الأمراض الوراثية كالسكري ومتلازمة داون وفقر الدم....
4. في المجال العسكري، حيث انه من الصعب التجسس عليها وسحب الإشارة....
5. كما انها توجد في فراء الدب لان فرو الدب لا يوفر له عزلا حراريا فقط وانما شعيرات الفراء تعمل كمجموعة هآئلة من الالياف الضوئية التي تعكس الأشعة فوق البنفسجية .
6. في مجال التدريس، إجراء العمليات الحسابية

## مكونات الليف الضوئي
الألياف الضوئية تتكون من اسطوانتين متحدتي المركز تسمى الأولى بالقلب Core محاطة باسطوانة أخرى تسمى الغلاف Cladding ثم الغطاء الواقي Buffer Coating والغلاف الخارجي للكابل (jacket) 4
- القلب (Core) 1: وهو عبارة عن زجاج رفيع (أسطواني) ينتقل فيه الضوء ويصنع من السليكا Silica المطعمة (بالجرمانيوم مثلا Ge-Silica).
- الغلاف (Cladding)2: مادة تحيط باللب الزجاجي (أسطوانة أخرى محيطة) وتعمل على حفظ الضوء في مركز الليف الضوئي وهي مصنوعة من السليكا، وذلك لكي يكون معامل انكسار القلب أكبر من معامل انكسار الغلاف، وهو الشرط المطلوب لحصول ظاهرة الانعكاس التام، الذي هو أساس توجيه الضوء في الألياف الضوئية، إذ ينعكس الضوء كليا وبتكرار الانعكاس ينتشر الضوء داخل قلب الليف الضوئي ويصل إلى النهاية الأخرى لليف.
- الغطاء الواقي (Buffer Coating)3: غلاف بلاستيكي يحمي الليف الضوئي من الرطوبة ويحميه من الضرر والكسر.

رسم مبسط لليف ذي نسق واحد.

مئات أو الآلاف من هذه الألياف الضوئية تصطف معا في حزمة لتكون الحبل الضوئي الذي يحمى بغطاء خارجي يسمى جاكيت.

## تقسيمات الألياف الضوئية

### ليف ذي نمط واحد
تنتقل من خلالها اشارات ضوئية على نمط موحد في كل ليف ضوئي من ألياف الحزمة وهي تستخدم في شبكات الهاتف وكوابل التلفزيون. هذا النوع من الألياف يتميز بصغر نصف قطر القلب الزجاجي حيث يصل إلى حوالي micron 9 وتمر من خلاله أشعة الليزر تحت الحمراء ذات الطول الموجي 1.3-1.55 nm.

### ليف متعدد الأنماط
و بها يتم نقل العديد من الأنماط للإشارات الضوئية من خلال الليفة الضوئية الواحدة مما يجعل استخدامها أفضل لشبكات الحاسوب. هذا النوع من الألياف يكون نصف قطره أكبر حيث يصل إلى 62.5 micron وتنتقل من خلاله الأشعة تحت الحمراء.

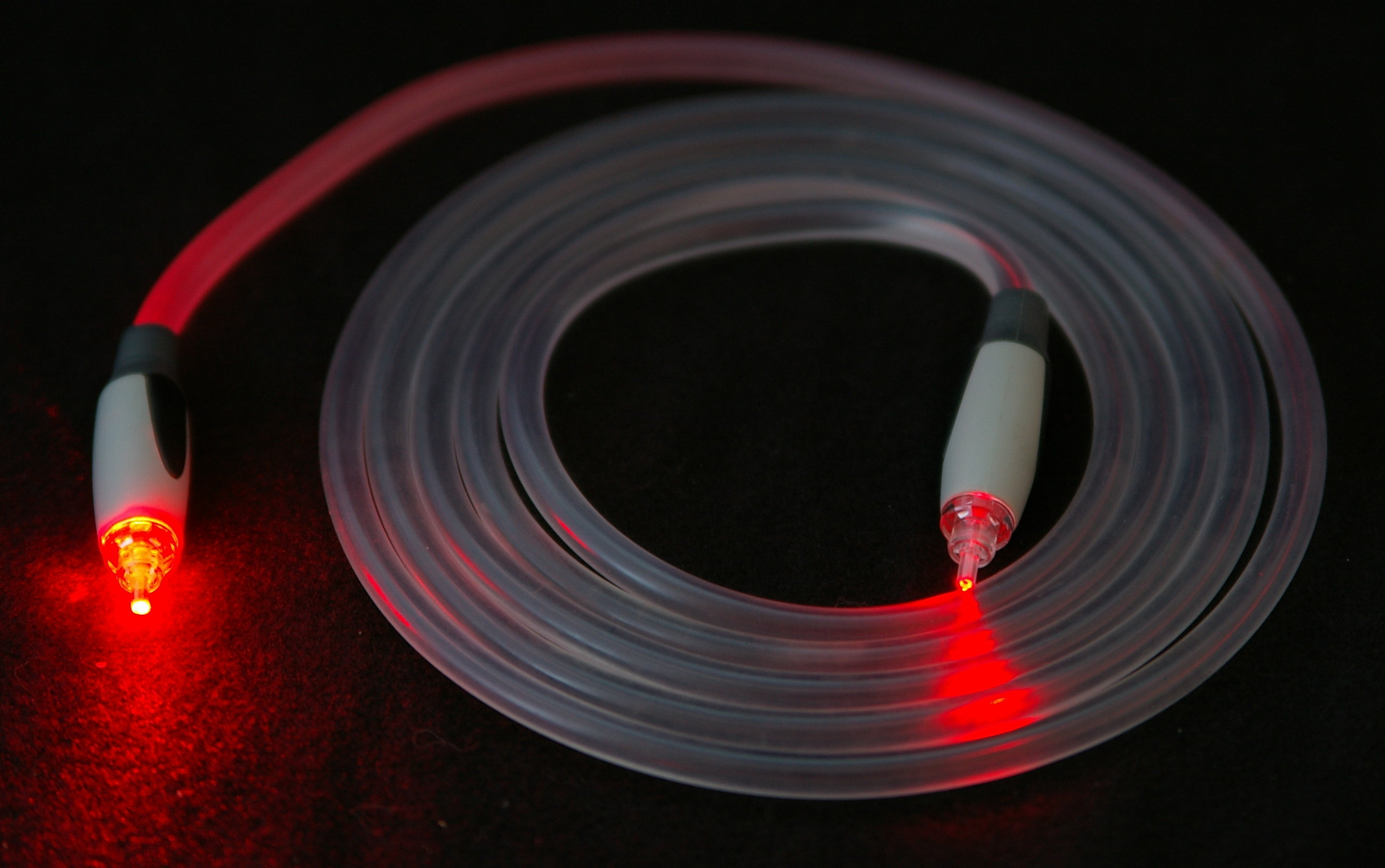
ليف ضوئي لسلك ناقل للصوت مضاء في أحد الطرفين

### الألياف ذات الأغراض الخاصة
هي الالياف التي تستخدم في اغراض ليست شائعة.

## مميزات الألياف الضوئية
لقد أحدثت الألياف الضوئية ثورة في عالم الاتصالات لتميزها على أسلاك التوصيل العادية فهي
1. أكثر قدرة على حمل المعلومات لأن الألياف الضوئية ارفع من الأسلاك العادية فانه يمكن وضع عدد كبير منها داخل الحزمة الواحدة مما يزيد عدد خطوط الهاتف أو عدد قنوات البث التلفزيوني في حبل واحد. يكفي أن تعرف إن عرض النطاق للألياف الضوئية يصل إلى 50THZ في حين إن أكبر عرض نطاق يحتاجه البث التلفزيوني لا يتجاوز 6Mhz.
2. أقل حجما حيث أن نصف قطرها أقل من نصف قطر الأسلاك النحاسية التقليدية فمثلا يمكن استبدال سلك نحاسي قطره 7.62 سم بآخر من الألياف الضوئية قطره لا يتجاوز0.635 سم وهذا يمثل أهمية خاصة عند مد الأسلاك تحت الأرض.
3. أخف وزنا فيمكن استبدال أسلاك نحاسية وزنها 94.5 كجم بأخرى من الألياف الضوئية تزن فقط 3.6 كجم.
4. فقد أقل للإشارات المرسلة
5. عدم إمكانية تداخل الإشارات المرسلة من خلال الألياف المتجاورة في الحبل الواحد مما يضمن وضوح الإشارة المرسلة سواء أكانت محادثة تلفونية أو بث تلفزيوني. كما أنها لا تتعرض للتداخلات الكهرومغناطيسية مما يجعل الإشارة تنتقل بسرية تامة مما له أهمية خاصة في الأغراض العسكرية.
6. غير قابلة للإشتعال مما يقلل من خطر الحرائق
7. تحتاج إلى طاقة أقل في المولدات لأن الفقد خلال عملية التوصيل قليل

بسبب هذه المميزات فإن الألياف الضوئية دخلت في الكثير من الصناعات وخصوصا الاتصالات وشبكات الكمبيوتر. كما تستخدم في التصوير الطبي بأنواعه وكذلك كمجسات عالية الجودة للتغير في درجة الحرارة والضغط بما له من تطبيقات في التنقيب في باطن الأرض.
هناك أنواع حديثة للألياف الضوئية اكتشفت مؤخراً وتسمى الألياف البلورية الفوتونية، لإنها تصنع من البلورات الفوتونية التي تتميز بنقل الضوء فيها باقل خسارة..
1. تنقل البيانات بسرعات عالية جداً حيث تصل إلى أكثر من 100/ميجا بايت بالثانية

## آلية العمل
الالياف الضوئية هي عبارة عن عازل اسطواني الشكل تنقل الضوء على طول محورها، من خلال عملية الانعكاس الداخلي الكلي.
الالياف تتكون من نواة تحيط بها طبقة مغطاة، كلاهما مصنوع من المواد العازلة.
للحد من الإشارة الضوئية في النواة، يجب ان يكون معامل الانكسار في النواة أكبر من معامل الانكسار في المادة العازلة .
الحد بين النواة الاساسية في الالياف والطبقة العازلة إما أن تكون مفاجئة في مؤشر الخطوة، أو أن تكون على شكل تدريجي في المؤشر التدريجي.

### معامل الانكسار
مؤشر الانكسار (أو ما يسمى بمعامل الانكسار) هو طريقة لقياس سرعة الضوء في المادة.
الضوء ينتقل بشكل اسرع في الهواء، مثلا في الفضاء الخارجي.
سرعة الضوء في الفراغ تفوق 300.000 كيلومتر (186.000 ميل) في الثانية .
يتم حساب معامل الانكسار في المادة عن طريق تقسيم سرعة الضوء في الفراغ عن طريق سرعة الضوء في الفراغ.وبالتالي فإن سرعة معامل الانكسار في الفراغ هو 1.
الالياف المثالية المفردة تستخدم للاتصالات التي لديها الطبقة العازلة مصنوعة من السيليكا النقية، مع مؤشر من 1.444 في 1.500 نانو متر، والنواة من السيليكا مع مؤشر حوالي 1.4475.
كلما زاد مؤشر الإنكسار يسير الضوء بشكل أبطئ في تلك المادة.من هذه المعلومات، نستنتج قاعدة بسيطة قاعدة الإبهام تعني ان الإشارة باستخدام الالياف الضوئية للاتصالات سوف تنقل حوالي 200.000 كيلومتر في الثانية الواحدة.بعبارة أخرى، الإشارة سوف تستغرق 5 ميلي ثانية لتنتقل إلى 1 كيلومتر في الالياف.
وهكذا فإن المكالمة الهاتفية التي تحملها الالياف بين سيدني ونيويورك على سبيل المثال، مسافة 1.600 كيلومتر، تعني أن هناك تأخير كحد ادنى 80 ميلي ثانية (حوالي 1/12في الثانية) عندما يتحدث أحد المتصلين ويسمع الآخر. الالياف في هذه الحالة ومن المحتمل ان تنتقل عبر مسارا أطول، وسوف يكون هناك تأخير اضافي ناتج عن معدات التبديل، وعملية ترميز وفك الصوت في الالياف.

### الانعكاس الكلي
عندما يرد شعاع من الضوء بزاوية {\displaystyle \theta } على الجدار بين القلب والغلاف فإن جزء منه ينعكس بنفس الزاوية، إذا ما حسبنا الزاويتين انطلاقا من المستقيم العمودي على الجدار في نقطة الورود، والجزء الآخر ينكسر بزاوية {\displaystyle \varphi } بالانتقال إلى الغلاف ذي معامل الانكسار {\displaystyle n_{2}} قادما من القلب ذي معامل الانكسار {\displaystyle n_{1}} حسب قانون سنيل ديكارت {\displaystyle n_{1}sin(\theta )=n_{2}sin(\varphi )}، تظهر هذه العلاقة أنه إذا كان للقلب معامل انكسار أكبر من معامل الغلاف فإننا قد نجد مجالا من قيم {\displaystyle \theta } حيث لايوجد انكسار فقط الانعكاس وبالتالي عدم ضياع الشعاع وهي كالتالي {\displaystyle \theta \geq \theta _{c}=Arcsin({\tfrac {n_{2}}{n_{1}}})} حيث {\displaystyle \theta _{c}} تسمى الزاوية الحرجة (في الصورة).
عندما ينتقل الضوء في وسط كثيف ضوئيا يضرب الحدود عند زاوية حادة اكبرمن الزاوية الحرجة للحدود، وينعكس الضوء تماما.هذا ما يطلق عليه الانعكاس الداخلي الكامل.
هذا التأثير يستخدم في الالياف الضوئية للحد من انتشار الضوء في النواة.
الضوء ينتقل من خلال نواة الالياف، من خلال الارتداد ذهابا وايابا بين حدود النواة والمادة العازلة.لأن الضوء يجب ان يضرب الحدود مع زاوية أكبر من الزاوية الحرجة، فقط الضوء الذي يدخل الالياف ضمن مجال الزاوية الحرجة يستطيع التنقل اسفل الالياف دون ان يتسرب.
هذا المجال للزوايا يسمى مخروط القبول من الالياف.حجم هذا المخروط هو وظيفة الانكسار للتفريق بين النواة والمادة العازلة للالياف.
وبعبارات ابسط، هناك الحد الاقصى للزاوية من محور الالياف عندها قد يدخل الضوء في الالياف بحيث سوف ينتشر أو ينتقل في نواة الالياف.
جيب هذه الزاوية القصوى هي البؤرة العددية (NA) من الالياف.الالياف مع عدد كبير من البؤر العددية تحتاج لدقة اقل للصق والعمل مع الالياف ذات العدد القليل من البؤر العددية.
الالياف احادية النمط لها عدد قليل من البؤر العددية.

### ألياف متعددة النمط
ألياف متعددة النمط يكون النوى كبير (حوالي 2.5 ×-3 ^10بوصة أو 62.5 ميكرو في القطر) وتنقل ضوء الأشعة تحت الحمراء (الطول الموجي = 850 إلى 1300 نانومتر) من الثنائيات الباعثة للضوء (1).(LEDs)
وفي مؤشر متعدد الالياف يتم توجيه اشعة الضوء على طول الالياف الاساسية من خلال انعكاس داخلي كامل .
الاشعة التي تجمع بين حدود المنطقة العازلة عند زاوية عالية (تقاس نسبة إلى خط طبيعي إلى الحدود) أكبر من الزاوية الحلرجة لهذه الحدود تنعكس تماما .
تنقسم الالياف متعددة النمط إلى:
ألياف متعددة النمط وبمعامل انكسار عتبي:
وفي هذا النوع يكون معامل إنكسار القلب ثابت ويهبط بشكل حاد إلى معامل إنكسار الغلاف عند الحد الفاصل بينهما أي أن الأشعة تنعكس عند هذا الحد، ويمتاز هذا النوع بسهولة تصنيعه وسهولة وصل الألياف ببعضها البعض وقدرته على جمع كمية كبيرة من ضوء المصدر ولكن سيئته أنه يسمح بانتشار عدة مئات من الأنماط خلاله والتي تعمل على تقليل عرض نطاقة إلى أقل من مائة ميغاهيرتز للكيلومتر الواحد. ولذلك ينحصر استخدام هذا النوع في أنظمة الاتصالات ذات المسافات القصيرة
ألياف متعددة النمط وبمعامل انكسار متدرج:
وفي هذا النوع يأخذ معامل إنكسار القلب أعلى قيمة عند مركزه ثم يقل بشكل تدريجي إلى أن يصل إلى معامل إنكسار الغلاف عند الحد الفاصل بينهما أي أن الأشعة تنعكس تدريجيا داخل الغلاف وليس عند الحد الفاصل بين القلب والغلاف، وعلى الرغم من أن هذا النوع يسمح بانتشار عدة مئات من الأنماط خلاله كما في النوع الأول إلا أن التدرج في معامل انكسار القلب يجعل سرعات انتشار الأنماط المختلفة أكثر تقاربا منها في النوع الأول وعليه فان عرض نطاقة قد يصل إلى ألف ميغاهيرتز للكيلومتر الواحد.

### ألياف أحادية النمط
النوى الصغيرة (حوالي 3.5 × -4^10 بوصة أو 9 ميكرون في القطر) ونقل ضوء الليزر تحت الحمراء (الطول الموجي = 1300 إلى 1550 نانو متر) (2)
ولذلك فهو لا يسمح إلا لنمط ضوئي واحد للانتشار خلاله. ويمتاز هذا النوع بقدرته على نقل كميات ضخمة من المعلومات فقد يصل عرض نطاقة إلى ألف جيغاهيرتز للكيلومتر الواحد وإن الميزة الرئسية لليف أحادى النمط هو عدم وجود التشبيك الباطنى وذلك لوجود نمط واحد فقط وبتالى لا يوجد أي تاخير أو فورقات زمنية بين الأنماط والتى هي السبب المباشرة لظهور التشبيك، لذلك فان الألياف أحادية النمط هي الأفضل على الإطلاق من حيث الخصائص والموصفات العملية ولكن سيئته أنه يحتاج لتقنيات متقدمة لتصنيعه ولوصل الألياف ببعضها البعض وهذا يدل على صعوبة تصنيعها وارتفاع تكاليفها وكذلك إنخفاض كمية الضوء التي يجمعها الليف من مصدر الضوء.
فان النمط الأحادي ينتشير عبر الليف بحالتين من الأستقطاب:
الحالة الأفقية ويرمز لها ب (س) وأخرى عمودية ويرمزلهاب (ص) لكن لا يمكن الحصول على هذه الحالة (انتشار نمط واحد فقط) إلا إذا كانت القيمة الحدية (2.405) التي تضمن ظهور نمط واحد فقط بقيمة القطع

### الألياف الضوئية للاغرض الخاصة
يتم إنشاء بعض الألياف الضوئية للاغرض الخاصة مع نواة أو غلاف غير اسطوانية، وعادة مع مقطع بيضاوي الشكل أو مستطيل، وتشمل هذه الألياف ليف ضوئي حافظ للاستقطاب والألياف المصممة لقمع انتشار نمط معرض لتشويش.
الليف الضوئي الحافظ للاستقطاب: هو نوع فريد من الألياف التي يشيع استخدامها في أجهزة الاستشعار الألياف الضوئية نظرا لقدرته الحفاظ على الاستقطاب داخليا بأن تُحدِث انكسار مزدوجا داخلها، الذي يتم عبره التحكم بقسمي الضوء المستقطب بحيث يسيران داخل الليف بسرعات طور محددة
الألياف الضوئية الكريستال: هو فئة جديدة من الألياف الضوئية على أساس خصائص البلورات الضوئية بسبب قدرته على قصر الضوء في النوى المجوفة أو مع خصائص الحبس غير ممكن في الألياف الضوئية التقليدية.
. خصائص الألياف يمكن أن تكون مصممة لمجموعة واسعة من التطبيقات

## طرق التشويش
التشويش في الياف الضوئية يعرف أيضا بانه الخسارة في اثناء عملية النقل، هو تقليل من كثافة شعاع الضوئي (الإشارة) التي تنتقل خلال الوسط الناقل.معامل التشويش في الياف الضوئية يقاس بوحدة (الديسبال/كم) خلال الوسط بسبب الجودة العالية نسبيا لشفافية وسائل الإرسال الضوئية الحديثة. .الوسط المادي هو بالعادة الياف من زجاج السيليكا التي تحتجز الشعاع الضوئي داخلها
التشويش عامل مهم يحدد عملية نقل الاشارات الرقمية لمسافات طويلة .لذلك، معظم الابحاث تدور حول تقليل التشويش ورفع تضخيم الإشارة الضوئية.اظهرت الابحاث التجريبية ان التشويش في الياف الضوئية سببه هوالتشتت والامتصاص .
SMF-28 يمكن تصنيع ليف ضوئي احادي النمط قليل الخسارة.اليف الضوئي كورينج الذي يعتبر المرجع لطول الموجي الاتصالات، نسبة الخسارة فيه 0.17ديسبل/كم خلال 1550 نانومتر.
على سبيل المثال عند استخدام 8 كم من اليف الضوئي ينقل 75% من الضوء خلال مسافة 1550 نانومتر.وقد لوحظ انه لو كانت مياه المحيط نقية كالياف الضوئية، لتمكنا من رؤية طول الطريق إلى أسفل حتى من خندق ماريانا في المحيط الهادئ، وعمق 36,000 قدم .

### تشتت الضوء
انتشار الضوء خلال اليف الضوئي يعتمد على مجموع الانعكاس الداخلي لشعاع الضوئي .السطوح الخشنة والغير منتظمة، حتى على مستوى جزئي، يمكن ان تسبب بانعكاس الاشعة باتجاهات عشوائية .وهذا ما نسميه الانتشار المنعكس أو التشتت، ويمكن تميزه بمجموعة واسعة من زوايا الانعكاس .
تشتت الضوء يعتمد على الطول الموجي لشعاع الضوء المنتثر، لذلك، تنشأ حدود للمناطق المكانية للرؤية، تبعا لتردد الموجة الضوئية الحادة والبعد المادي (أو النطاق المكاني) لمركز الانتثار الذي يكون عادة في شكل سمات هيكلية صغيرة محددة. وبما أن الضوء المرئي له طول موجي لترتيب ميكرومتر واحد (مليون من المتر) فإن مراكز الانتثار لها أبعاد على مقياس مكاني مماثل.
التشويش ينتج من تشتت الضوء في السطح الخارجي والاسطح الداخلية . في المواد البلورية كالمعادن والسيراميك بالإضافة إلى المسام، معظم الأسطح الداخلية أو الاسطح الخارجية على شكل حدود التي تفصل مناطق صغيرة من النظام البلوري. وقد تبين مؤخرا أنه عندما ينخفض حجم مركز الانتشار (أو حدود) إلى ما دون حجم الطول الموجي للضوء المنتشر، فإن الانتثار لم يعد يحدث إلى حد كبير. وقد أدت هذه الظاهرة إلى إنتاج مواد خزفية شفافة.
أيضا، فإن تشتت الضوء في الألياف الضوئية هو بسبب عدم انتظام الجزيئات (التقلبات التركيبية) في الهيكل الزجاجي. في الواقع، واحدة من المدارس الناشئة من الفكر هو أن الزجاج هو ببساطة الحد من حالة الصلبة الكريستالات. وفي هذا الإطار، تصبح «المجالات» التي تظهر درجات مختلفة من النظام القصير المدى اللبنات الأساسية لكل من المعادن والسبائك، فضلا عن النظارات والسيراميك. موزعة بين وداخل هذه المجالات هي العيوب الهيكلية الصغيرة التي توفر المواقع الأكثر مثالية لانتثار الضوء. وتعتبر هذه الظاهرة نفسها واحدة من العوامل التي تحد من شفافية الأشعة تحت الحمراء.
التشت يمكن أيضا أن يكون ناتج عن عمليات ضوئية غير الخطية في الألياف.

### الأشعة فوق البنفسجية وتحت الحمراء
بالإضافة لتشتت الضوء، التشويش أو الخسارة في الموجة، أيضا بسبب امتصاص انتقائي لأطوال موجية محددة، بطريقة مماثلة لتلك المسؤولة عن ظهور اللون. المواد الأولية تشمل كلا من الإلكترونات والجزيئات على النحو التالي: على المستوى الإلكتروني، يعتمد ذلك على ما إذا كانت المدارات الإلكترونية متباعدة أو («كمية») بحيث يمكنها امتصاص كمية من الضوء أو (الفوتون) لطول موجي معين أو تردد في الأشعة فوق البنفسجية أو نطاقات مرئية. هذا هو ما يثير اللون.
على المستوى الذري أو الجزيئي، يعتمد ذلك على ترددات الذبذبات الذرية أو الجزيئية أو الروابط الكيميائية، ومدى قرب ذراتها أو جزيئاتها، وعما إذا كانت الذرات أو الجزيئات تظهر امدا طويل المدى ام لا. هذه العوامل سوف تحدد قدرة المواد التي تنقل اطوال موجية أطول في الأشعة تحت الحمراء، الأشعة تحت الحمراء البعيدة، والإذاعة وموجات الميكروويف.
ويتطلب تصميم أي جهاز شفاف ضوئيا اختيار المواد استنادا إلى معرفة خصائصها وقيودها. خصائص امتصاص شعرية لوحظ في مناطق التردد المنخفض (منتصف الأشعة تحت الحمراء إلى نطاق الطول الموجي الأشعة تحت الحمراء البعيدة) تحديد الحد شفافية طويلة الطول الموجي من المواد. وهي نتيجة لتفاعل بين الاهتزازات التي يسببها حراريا من ذرات المكونة وجزيئات شعرية الصلبة والإشعاع موجة الضوء الحادث. وبالتالي، فإن جميع المواد تحدها مناطق الحد من امتصاص الناجمة عن الاهتزازات الذرية والجزيئية في الأشعة تحت الحمراء البعيدة (> 10 ميكرون).
. وهكذا، يحدث امتصاص متعدد الفونونات عندما يتفاعل اثنان أو أكثر من الفونونات في وقت واحد لإنتاج رابطة ثنائية القطب الكهربائية التي قد يتسبب فيها الإشعاع الحادث. ويمكن لهذه الروابط القطبية امتصاص الطاقة من الإشعاع الحادث، بحيث تصل إلى اقصى اقتران مع الإشعاع عندما يكون التردد مساويا للوضع الاهتزازي الأساسي للثنائي القطب الجزيئي في الأشعة تحت الحمراء .
ويحدث الامتصاص الانتقائي لضوء الأشعة تحت الحمراء بواسطة مادة معينة لأن التردد المحدد للموجة الضوئية يطابق التردد (أو عدد صحيح من التردد) الذي تذبذب فيه جسيمات تلك المادة. وبما أن الذرات والجزيئات المختلفة لها ترددات طبيعية مختلفة من الاهتزازات، فإنها ستمتص بشكل انتقائي ترددات مختلفة (أو أجزاء من الطيف) لضوء الأشعة تحت الحمراء.
يحدث انعكاس ونقل موجات الضوء لأن ترددات موجات الضوء لا تتطابق مع الترددات الرنانة الطبيعية من اهتزاز الكائنات. عندما يضرب ضوء الأشعة تحت الحمراء من هذه الترددات كائنا، فإن الطاقة إما تنعكس أو تنتقل.
يحدث انعكاس ونقل موجات الضوء لأن ترددات موجات الضوء لا تتطابق مع الترددات الرنانة الطبيعية من اهتزاز الكائنات. عندما يضرب ضوء الأشعة تحت الحمراء من هذه الترددات كائنا، فإن الطاقة إما تنعكس أو تنتقل.

## مسائل عملية

### بنية كابل الالياف الضوئية
الألياف العميلة تكون بالعادة مغطية بمادة صلبة صمغية ومطلية، وتحيط بها طبقة اضافية مصقولة، وقد تكون الطبقة المصقولة محاطة بغلاف خارجي يصنع بالعادة من البلاستيك.الهدف من استخدام هذه الطبقات اعطاء حماية للالياف دون التأثير على الخصائص الموجية لها.
تركيبة الالياف الصلبة تحتوي بالعادة على زجاج (اسود)ماص للضوء يوضع بين الالياف، وذلك لمنع الضوء من التسرب من أحد الالياف الي آخر، وهذا يقلل من تقاطع الاشعاعات وايضا تقلل من التوهج في الالياف .
هناك مشكلة باستخدام الألياف التقليدية وهي انه لا يمكن ثنيها بزاوية تقل عن 30مم، مما يجعل التعامل معها صعب. إما الألياف المنحنية فان الهدف منها هو تسهيل التركيب في المنازل ومن الأمثلة على هذا النوع هذا النوع يمكن ثنيه بقطر اقل من 7.5مم من دون أن يؤثر عليه بشكل سلبي.ومع تطور هذا النوع (الألياف المنحنية) قد أصبحت أيضا مقاومة للقطع وبالتالي أصبح من الممكن الحفاظ على الإشارة من التسرب والضياع في حالة القطع.وميزة أخرى هامة هي قدرة الكابل على تحمل القوة الافقية اللتي تطبق عليه، ويسمى هذا من الناحية العملية (قوة الشد للكابل) حيث تحدد مقدار القوة اللتي يمكن تطبيقها على الكابل اثناء فترة التركيب.
بعض إصدارات الألياف الضوئية الحديثة تم إضافة خيوط من الصوف الزجاجي لها لتقوم باعطاء قوة اضافية للكابل.ومن الناحية التجارية فان استخادم الخيوط الزجاجية مجدية اقتصاديا حيث انها تمنع الخسارة الميكانيكية للكابل.وهي أيضا تحمي الكابل الداخلي من القوارض والنمل الابيض.

### النهايات وطرق الربط
يتم توصيل الألياف الضوئية باستخدام قطع توصيل خاصة، وهذه القطع تكون إحدى الانواع الرئيسية، وهي تقوم بتوصيل اطراف الألياف ببعضها لتشكل موجة مستمرة.(ST,SC,FC,SMA,…)
ومن طرق الربط استخدام الصهر، حيث يتم صهر نهايتين مع بعضهما باستخدام القوس الكهربائي ، حيث يتم تجريد الاطراف من الغلاف الحافظ لهم باستخدام ادوات دقيقة خاصة، ثم يتم وضع الاطراف داخل مماسك خاصة في جهاز الانصهار وتستخدم شاشة عرض لمتابعة وفحص الاطراف قبل وبعد عملية الصهر.
وللحصول على عملية اسرع يتم استخدام الربط الميكانيكي، حيث ان هذه الوصلات صممت لتكون اسرع واسها من ناحية التركيب، وهنا أيضا نحتاج لعملية التجريد وشق الاطراف، ومن ثم يتم وضع الاطرفين بمحاذاة بعضهما واستخدام اكمام خاصة لربطهما ووضع مادة هلامية لمنع انتقال الضوء إلى داخل قطعة التوصيل، وبعد ذلك يتم تركيب قطع على كل نهاية، وهذه القطع الميكانيكية عبارة عن انبوب اسطواني صلب محاط بانبوب معدني .
يتم تركيب قطع التوصيل التقليدية بتجهيز اطراف الألياف ومن ثم ادخالها في الجزء الخلفي من جسم الموصل وعادة ما تستخدم واد لصق لربط الألياف بشكل آمن.
بالرجوع الي عملية الصقل فانه يتم استخدام اشكال مختلفة من الصقل تعتمد على نوع الألياف وايضا تعتمد على التطبيق المراد استخدامه فيه ، فالالياف الاحادية يتم صقل اطرافها بانحناء خفيف ، والاسطح المنحنية يتم صقلها بزاوية .
في عام 1990 كان انهاء كابلات الألياف الضوئية شاق ، فعدد الاجزاء لكل قطعة وصل وعملية صقل الألياف مما يجعل عملية صنعها صعبة، اما في وقتنا الحاضر فانه يمكن الحصول على قطع التوصيل يسهولة ويسر .بعض القطع تاتي مصقولة وتحتوي على المادة الهلامية بداخلها وهذا يوفر المال والجهد على الاشخاص خصوصا في المشاريع الكبيرة.

### مساحة الاقتران الحرة
غالباً ماتكون ضرورية لمحاذاة ليف ضوئي (fiber optic) مع ليف ضوئي أخر أو مع جهاز ضوئي كالصمام الثنائي الباعث للضوء، أو كالمغير (modulator), أو كالصمام الثنائي الليزر
ذلك يشمل اما الحرص لمحاذاة الليف ووضعه في مكان اتصاله مع الجهاز، أو استخدام عدسة للسماح للمقارنة فوق فجوة الهواء.
عادةً حجم الألياف أكبر بكثير من حجم الليزر ديود، أو رقاقة السيليكون الضوئية .في هذه الحالة يتم استخدام الألياف المدبب أو العدسة لمطابقة توزيع وضع الليف مع الجزء الأخر.
العدسة على نهاية الليف يمكن أن تتكون باستخدام التلميع القطع بالليزر، أو الانصهار الربط .
في بيئة المختبر، يقترن نهاية الألياف العارية باستخدام نظام إطلاق الألياف، والذي يستخدم عدسة الهدف المجهر لتركيز الضوء وصولا إلى نقطة جيدة. يتم استخدام مرحلة الترجمة الدقيقة (جدول تحديد المواقع الصغيرة) لنقل العدسة أو الألياف أو الجهاز للسماح بتحسين كفاءة الاقتران. الألياف مع الموصل في النهاية تجعل هذه العملية أبسط من ذلك بكثير: الموصل هو توصيله ببساطة إلى الموازاة الليفي قبل الانحياز، الذي يحتوي على عدسة التي يتم إما وضعه بدقة فيما يتعلق بالألياف، أو قابل للتعديل. لتحقيق أفضل كفاءة للحقن في الألياف أحادية النمط، يجب أن يكون الاتجاه الأمثل والموقف والحجم والاختلاف من شعاع. مع الحزم الجيد، 70 إلى 90٪ كفاءة الاقتران لا يمكن أن يتحق.
مع الألياف المصقولة بطريقة أحادية النمط بشكل صحيح، فإن الشعاع المنبعث لديه شكل غاوسي مثالي تقريبا - حتى في الحقل البعيد - في حالة استخدام عدسة جيدة. العدسة تحتاج إلى أن تكون كبيرة بما فيه الكفاية لدعم الفتحة العددية الكاملة من الألياف، ويجب أن لا تحدث الانحرافات في شعاع. وعادة ما تستخدم العدسات شبه كروية.

### صمامات الألياف
في شدة ضوئية عالية، فوق 2 ميغاواط لكل سنتيمتر مربع، عندما يتعرض الألياف لصدمة أو تلف على نحو آخر فجأة، يمكن أن تحدث فتيل الألياف. الانعكاس من الأضرار يبخر الألياف مباشرة قبل الفاصل، ولا يزال هذا العيب الجديد عاكسا بحيث ينتقل الضرر مرة أخرى نحو المرسل عند 1-3 متر في الثانية (4-11 كم / ساعة، 2-8 ميل في الساعة)). نظام التحكم في الألياف المفتوح، الذي يضمن سلامة العين بالليزر في حالة الألياف المكسورة، يمكن أيضا أن يوقف بشكل فعال انتشار صمامات الألياف. . وفي حالات مثل الكابلات البحرية، حيث يمكن استخدام مستويات عالية من الطاقة دون الحاجة إلى التحكم في الألياف المفتوحة، يمكن أن يحطم جهاز حماية «فيوز فيبر» في المرسل الدائرة لإبقاء الضرر بحد أدنى.

### التشتت اللوني
التشتت (الضوئيات)
معامل الانكسار من الألياف يختلف قليلا مع وتيرة الضوء، ومصادر الضوء ليست أحادية اللون تماما. تعديل مصدر الضوء لنقل إشارة أيضا يوسع قليلا نطاق التردد من الضوء المرسل. وهذا له تأثير أنه على مسافات بعيدة وبسرعة تشكيل عالية، فإن الترددات المختلفة للضوء يمكن أن تستغرق أوقاتا مختلفة للوصول إلى المستقبل، مما يجعل الإشارة في نهاية المطاف مستحيلة التمييز، وتتطلب مكررات إضافية. ويمكن التغلب على هذه المشكلة في عدد من الطرق، بما في ذلك استخدام طول قصير نسبيا من الألياف التي لديها الانكسار متدرج لمؤشر الانكسار.